# Hämelschenburger Religionsgespräch
Das Hämelschenburger Religionsgespräch fand am 30. August 1614 auf Einladung der Familie Klencke auf Schloss Hämelschenburg statt.
Hintergrund war die beabsichtigte Konversion des Schlosserben Ludolf Klencke (1588–1663) vom lutherischen zum katholischen Glauben und die Absicht seiner Mutter Anna von Holle (1567–1630), dies zu verhindern. Klencke war im Rahmen seines Studiums an der Universität Helmstedt 1610 zu einer Reise nach Rom aufgebrochen und dort als zunächst überzeugter Lutheraner mit den Jesuiten aneinandergeraten, die ihn der Inquisition überstellen wollten. Seine Freilassung und wohlwollende Behandlung durch Kardinal Roberto Bellermin ließen in Klencke den Wunsch zum Konfessionswechsel entstehen.
Bei dem Gespräch disputierten Georg Calixt, der wegen seiner hervorragenden theologischen Kenntnisse von seinem erkrankten Helmstedter Professor Cornelius Martini als Vertreter entsandt worden war, und der dem Hildesheimer Jesuitenkolleg als Rektor vorstehende Augustinus Turrianus. Thema war der Gegensatz zwischen der von katholischer Seite verfochtenen Unfehlbarkeit des Papstes und der von lutherischer Seite vertretenen Alleinautorität der heiligen Schrift.
Calixt ging zwar als Sieger aus dem Gespräch hervor und verdankte dem Auftritt vermutlich seine noch im selben Jahr erfolgte Berufung zum Professor der Theologie in Helmstedt. Die Konversion Ludolf Klenckes konnte er allerdings nicht mehr verhindern. 